# Дружба (Дятьковський район)
Дружба (рос. Дружба) — селище в Дятьковському районі Брянської області Російської Федерації.
Населення становить 1662 особи. Входить до складу муніципального утворення Большежуковське сільське поселення.

## Історія
Від 2005 року входить до складу муніципального утворення Большежуковське сільське поселення.

## Населення
| 2010 | 2013  |
| ---- | ----- |
| 1605 | ↗1662 |